# Сафронов, Виктор Сергеевич
Ви́ктор Серге́евич Сафро́нов (11 октября 1917, Великие Луки — 18 сентября 1999, Москва) — советский и российский астроном, автор теории формирования планет.
В его честь названа малая планета 3615 (1983), открытая Эдвардом Боуэллом.

## Биография
Выпускник мехмата МГУ 1941 года. Участник Великой Отечественной войны в 1941—1944 годах.
С 1945 года аспирант, с 1949 года сотрудник Института физики Земли. В 1951—1957 годах учёный секретарь астрономического совета АН СССР. С 1974 года руководитель группы происхождения и эволюции Земли и планет.
Основные труды — в области космогонии планет, разработки модели формирования планет из газопылевого облака через планетезимали. Сафронову принадлежит формулировка и решение уравнений коагуляции частиц в допланетные небесные тела с учётом их дробления. Согласно модели Сафронова, время формирования Земли — 108 лет, при этом центральные слои Земли сформировались относительно холодными (до 1000 К), а нагретые до температуры плавления слои были сосредоточены в верхних её слоях.
Лауреат советской Премии имени О. Ю. Шмидта (1974) и американской Премии Койпера (1990).
Работа Сафронова подробно обсуждалась в документальном фильме «Би-би-си: Планеты».
Похоронен на Останкинском кладбище.

## Семья
- Рускол, Евгения Леонидовна — жена.

## Публикации
- В. С. Сафронов, Эволюция допланетного облака и образование Земли и планет, М., 1969 (английское издание — США, NASA TTF 677, 1972)
- В. С. Сафронов, Происхождение Земли, М., Знание, 1987